# Cassagnes (Pyrénées-Orientales)
Pour les articles homonymes, voir Cassagnes.
Cassagnes  est une commune française située dans le nord du département des Pyrénées-Orientales, en région Occitanie. Sur le plan historique et culturel, la commune est dans le Fenouillèdes, une dépression allongée entre les Corbières et les massifs pyrénéens recouvrant la presque totalité du bassin de l'Agly.
Exposée à un climat méditerranéen, elle est drainée par l'Agly et par divers autres petits cours d'eau. La commune possède un patrimoine naturel remarquable composé de deux zones naturelles d'intérêt écologique, faunistique et floristique.
Cassagnes est une commune rurale qui compte 290 habitants en 2022.  Elle fait partie de l'aire d'attraction de Perpignan. Ses habitants sont appelés les Cassagnols ou  Cassagnoles.

## Géographie

### Localisation
La commune de Cassagnes se trouve dans le département des Pyrénées-Orientales, en région Occitanie.
Elle se situe à 24 km à vol d'oiseau de Perpignan, préfecture du département, et à 22 km de Rivesaltes, bureau centralisateur du canton de la Vallée de l'Agly dont dépend la commune depuis 2015 pour les élections départementales.
La commune fait en outre partie du bassin de vie d'Ille-sur-Têt.
Les communes les plus proches sont : 
Bélesta (2,6 km), Rasiguères (2,9 km), Planèzes (3,0 km), Caramany (3,4 km), Latour-de-France (4,6 km), Lansac (5,0 km), Montner (5,5 km), Montalba-le-Château (6,5 km).
Sur le plan historique et culturel, Cassagnes fait partie du Fenouillèdes, une dépression allongée entre les Corbières et les massifs pyrénéens recouvrant la presque totalité du bassin de l'Agly. Ce territoire est culturellement une zone de langue occitane.

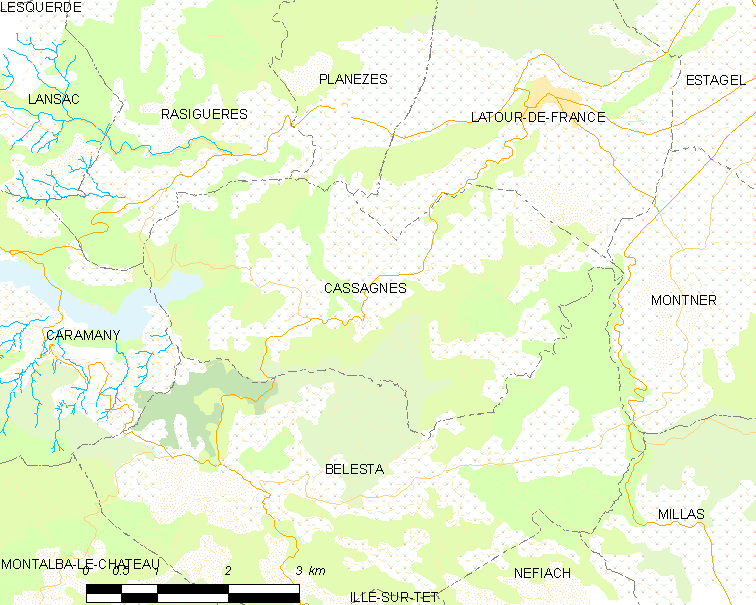
Situation de Cassagnes.

| Rasiguères | Planèzes  | Latour-de-France   |
| Caramany   | Cassagnes | Montner (sur 50 m) |
|            | Bélesta   |                    |

### Lieux-dits et écarts
- Cuxous.

### Géologie et relief
La commune est classée en zone de sismicité 3, correspondant à une sismicité modérée.

### Hydrographie
Cassagnes abrite le barrage sur l'Agly, fleuve côtier bordant la commune.

### Climat
Pour des articles plus généraux, voir Climat de l'Occitanie et Climat des Pyrénées-Orientales.
En 2010, le climat de la commune est de type climat méditerranéen franc, selon une étude du CNRS s'appuyant sur une série de données couvrant la période 1971-2000. En 2020, Météo-France publie une typologie des climats de la France métropolitaine dans laquelle la commune est exposée à un climat méditerranéen et est dans la région climatique Pyrénées orientales, caractérisée par une faible pluviométrie, un très bon ensoleillement (2 600 h/an), un air sec, particulièrement en hiver et peu de brouillards.
Pour la période 1971-2000, la température annuelle moyenne est de 13,5 °C, avec une amplitude thermique annuelle de 15 °C. Le cumul annuel moyen de précipitations est de 762 mm, avec 7,1 jours de précipitations en janvier et 3,9 jours en juillet. Pour la période 1991-2020, la température moyenne annuelle observée sur la station météorologique la plus proche, située sur la commune de Saint-Paul-de-Fenouillet à 12 km à vol d'oiseau, est de 14,7 °C et le cumul annuel moyen de précipitations est de 765,9 mm,. Pour l'avenir, les paramètres climatiques de la commune estimés pour 2050 selon différents scénarios d’émission de gaz à effet de serre sont consultables sur un site dédié publié par Météo-France en novembre 2022.

### Milieux naturels et biodiversité
L’inventaire des zones naturelles d'intérêt écologique, faunistique et floristique (ZNIEFF) a pour objectif de réaliser une couverture des zones les plus intéressantes sur le plan écologique, essentiellement dans la perspective d’améliorer la connaissance du patrimoine naturel national et de fournir aux différents décideurs un outil d’aide à la prise en compte de l’environnement dans l’aménagement du territoire.
Une ZNIEFF de type 1 est recensée sur la commune :
le « massif du pic Aubeill » (740 ha), couvrant 2 communes du département et une ZNIEFF de type 2, : 
le « massif du Fenouillèdes » (34 157 ha), couvrant 40 communes dont une dans l'Aude et 39 dans les Pyrénées-Orientales.

Carte des ZNIEFF de type 1 et 2 à Cassagnes.
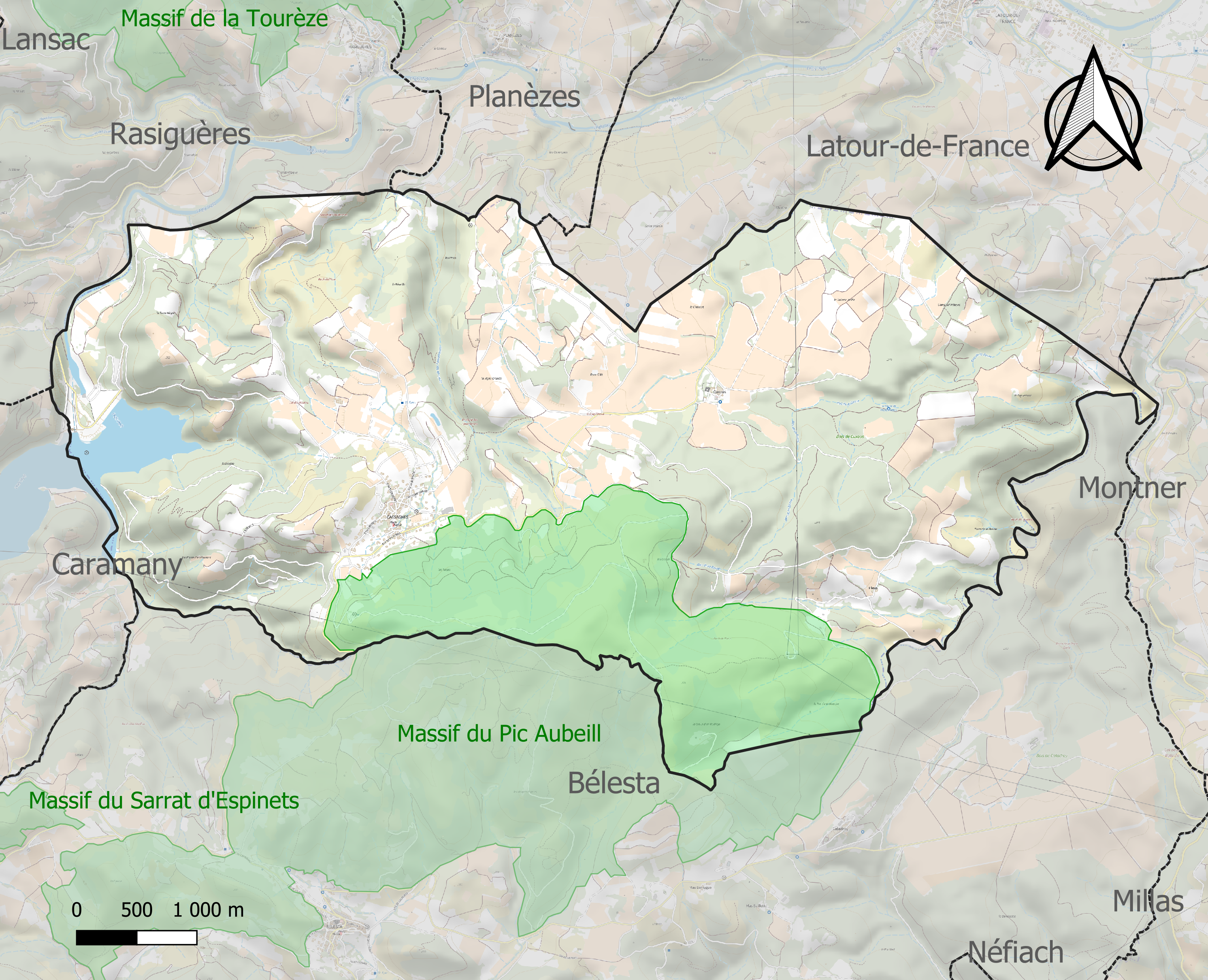
Carte de la ZNIEFF de type 1 sur la commune.
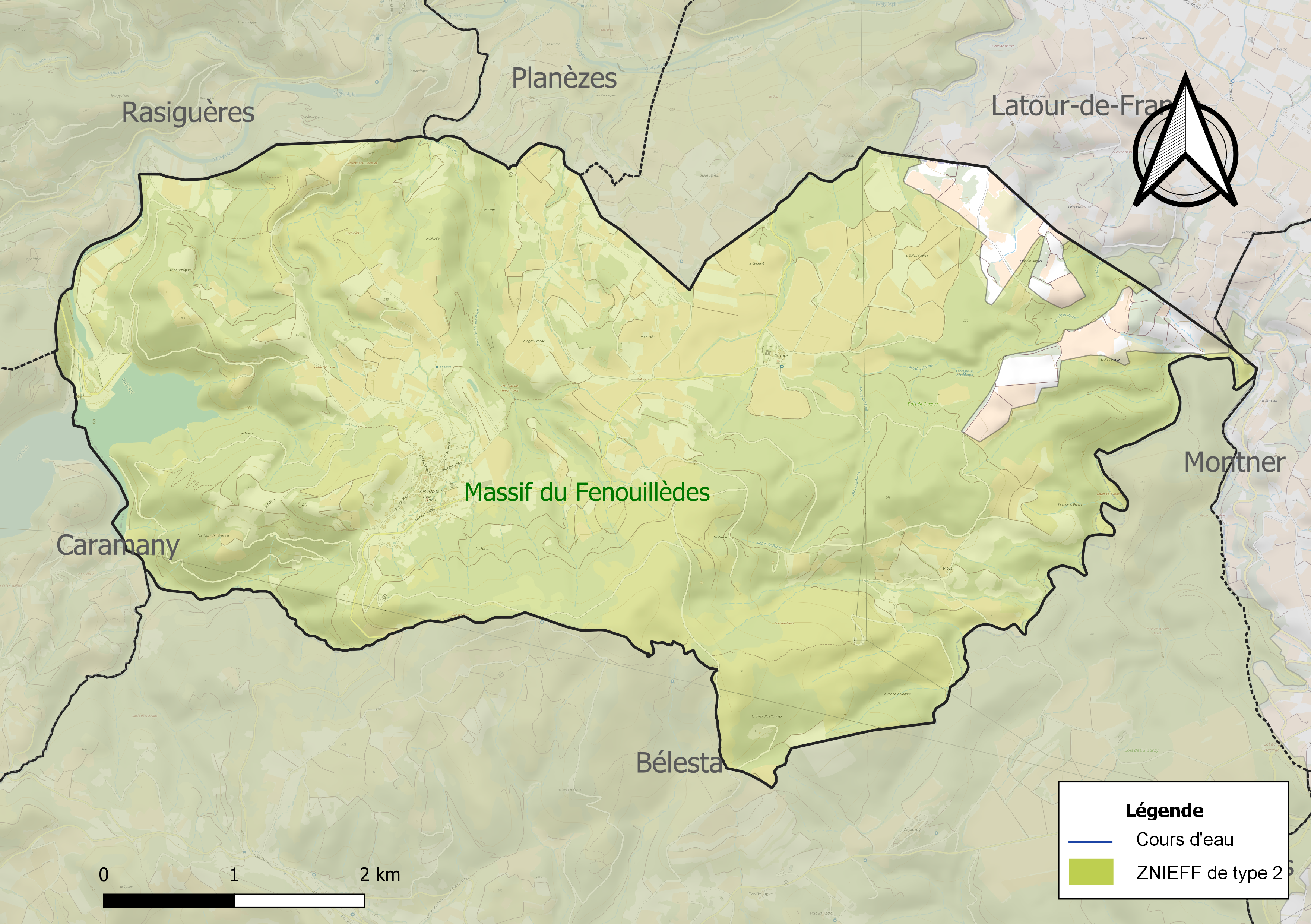
Carte de la ZNIEFF de type 2 sur la commune.

## Urbanisme

### Typologie
Au 1er janvier 2024, Cassagnes est catégorisée commune rurale à habitat dispersé, selon la nouvelle grille communale de densité à sept niveaux définie par l'Insee en 2022.
Elle est située hors unité urbaine. Par ailleurs la commune fait partie de l'aire d'attraction de Perpignan, dont elle est une commune de la couronne,. Cette aire, qui regroupe 118 communes, est catégorisée dans les aires de 200 000 à moins de 700 000 habitants,.

### Occupation des sols
L'occupation des sols de la commune, telle qu'elle ressort de la base de données européenne d’occupation biophysique des sols Corine Land Cover (CLC), est marquée par l'importance des forêts et milieux semi-naturels (56 % en 2018), en augmentation par rapport à 1990 (54 %). La répartition détaillée en 2018 est la suivante : 
cultures permanentes (40,2 %), milieux à végétation arbustive et/ou herbacée (38,7 %), forêts (17,4 %), zones urbanisées (1,6 %), eaux continentales (1,3 %), zones agricoles hétérogènes (0,9 %). L'évolution de l’occupation des sols de la commune et de ses infrastructures peut être observée sur les différentes représentations cartographiques du territoire : la carte de Cassini (XVIIIe siècle), la carte d'état-major (1820-1866) et les cartes ou photos aériennes de l'IGN pour la période actuelle (1950 à aujourd'hui).

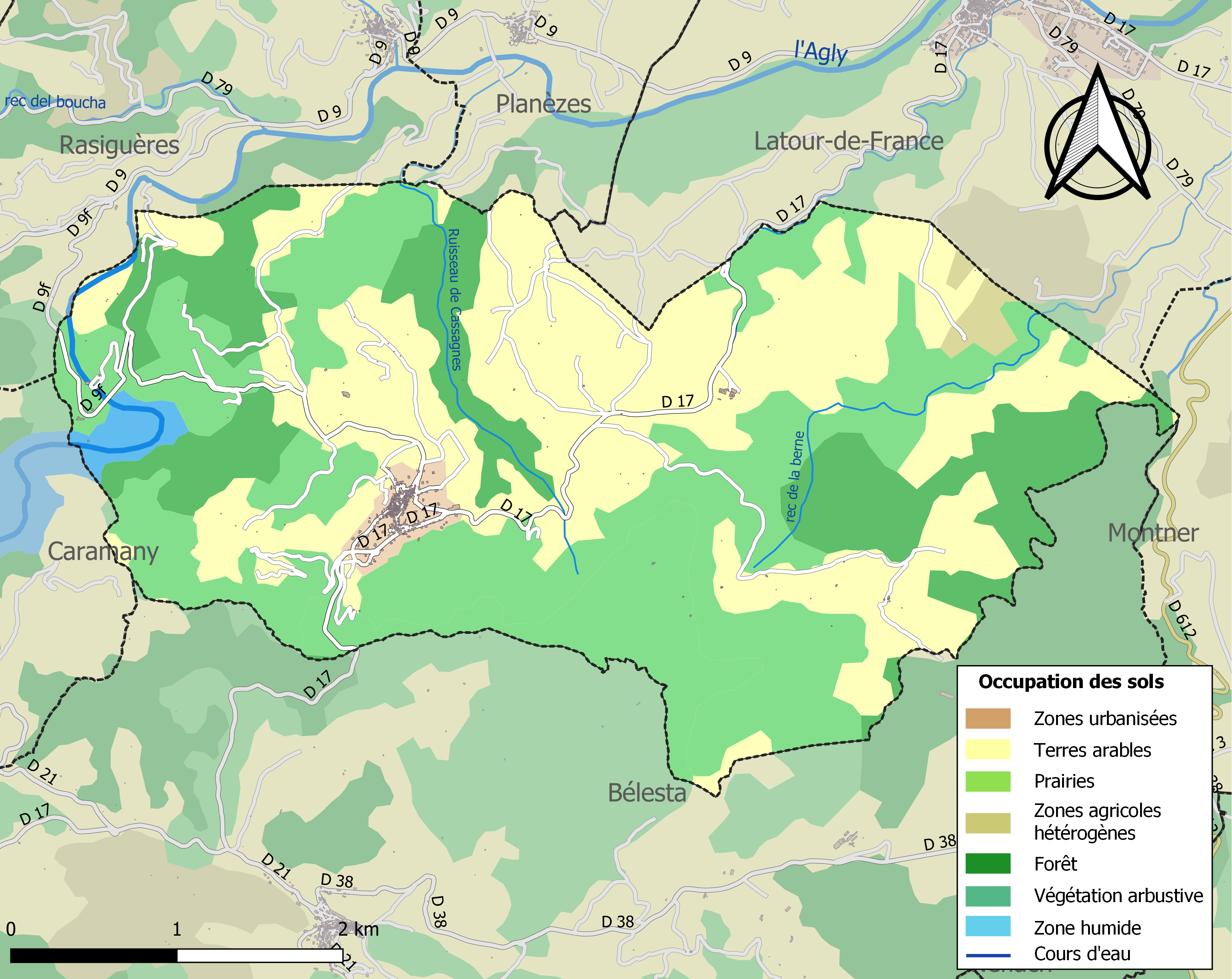
Carte des infrastructures et de l'occupation des sols de la commune en 2018 (CLC).

### Voies de communication et transports
La ligne 17 du réseau urbain Sankéo relie le centre de la commune à Estagel, permettant des correspondances vers Perpignan notamment.

### Risques majeurs
Le territoire de la commune de Cassagnes est vulnérable à différents aléas naturels : inondations, climatiques (grand froid ou canicule), feux de forêts, mouvements de terrains et séisme (sismicité modérée),.
Certaines parties du territoire communal sont susceptibles d’être affectées par le risque d’inondation par crue torrentielle de cours d'eau du bassin de l'Agly.
Les mouvements de terrains susceptibles de se produire sur la commune sont soit des glissements de terrains, soit des chutes de blocs.
Dans le département des Pyrénées-Orientales, on dénombre sept grands barrages susceptibles d’occasionner des dégâts en cas de rupture. La commune fait partie des 66 communes susceptibles d’être touchées par l’onde de submersion consécutive à la rupture d’un de ces barrages.

## Toponymie
Mentions historiques : Cassanias (1010), Cassaines (1211), Cassaignes (1258), Cassaneis (1262). On rencontre le nom de  Cassagnes-la-Frontière en 1720.
En occitan, le nom de la commune est Cassanhas, en catalan, Cassanyes. Cassagnes se situe dans la zone linguistique occitane, où la voyelle "u" est prononcée [y] et non [u], ce qui est un fait reconnu par les chercheurs, occitanistes comme catalanistes.
Le toponyme Cassagnes est à l'origine issu du gaulois cassanos, signifiant chêne.

## Histoire
Cassagnes fait partie au Moyen-Âge de la vicomté de Fenouillèdes. En 934 un prêtre nommé Giscafred lègue sa maison, basse cour et son jardin à l'abbaye de Saint-Martin-Lys située près de l'église de Notre-Dame. En 955 le pape Agapet II confirme à l'abbaye la possession de tout le lieu de Cassagnes. Au treizième siècle l'archevêque de Narbonne hérite des possessions de l'abbaye mais Cassagnes n'y apparait pas. Après le traité de Corbeil, le territoire de Cassagnes revient au roi de France.

## Politique et administration

### Canton
Dès 1790, la commune de Cassagnes est incluse dans le canton de La Tour (devenu plus tard Latour-de-France) et ne le quitte plus par la suite.
À compter des élections départementales de 2015, la commune est incluse dans le nouveau canton de la Vallée de l'Agly.

### Liste des maires
| Période           | Période            | Identité          | Étiquette | Qualité                              |
| ----------------- | ------------------ | ----------------- | --------- | ------------------------------------ |
| 1791              | 1791               | Étienne Giran     |           |                                      |
| 7 janvier 1792    | 1er septembre 1792 | Joseph Delonca    |           |                                      |
| 24 mars 1793      | 24 juin 1795       | Paul Sire         |           |                                      |
| 24 novembre 1795  | 6 avril 1796       | François Masse    |           |                                      |
| 17 avril 1796     | 12 mars 1797       | Étienne Giran     |           |                                      |
| 30 mars 1797      | 30 mars 1799       | Jérôme Pelissier  |           |                                      |
| 30 mars 1799      | 16 mai 1800        | François Izard    |           |                                      |
| 15 juillet 1800   | septembre 1804     | Joseph Delonca    |           |                                      |
| 5 octobre 1804    | février 1808       | François Izard    |           |                                      |
| 21 février 1808   | avril 1813         | Louis Dabat       |           |                                      |
| 15 février 1813   | mars 1815          | Ignace Boixo      |           |                                      |
| 1815              | 1815               | Pierre Trousseu   |           |                                      |
| 12 juin 1815      | 15 juin 1821       | Ignace Boixo      |           |                                      |
| 8 juin 1821       | juin 1825          | Paul Crabie       |           |                                      |
| 3 juillet 1825    | 1830               | Ignace Boixo      |           |                                      |
| 3 septembre 1830  | 1832               | Jean Barraut      |           |                                      |
| 8 août 1832       | juillet 1833       | Paul Crabie       |           |                                      |
| 36 juillet 1833   | 1837               | Joseph Vezian     |           |                                      |
| 20 septembre 1837 | 3 avril 1838       | Paul Crabie       |           |                                      |
| 20 juillet 1838   | 27 juillet 1838    | Louis Dabat       |           |                                      |
| 29 octobre 1838   | octobre 1844       | Ignace de Boixo   |           |                                      |
| 13 décembre 1844  | 1848               | Antoine Crabie    |           |                                      |
| 27 mars 1848      | mai 1864           | Joseph Crabie     |           |                                      |
| 20 septembre 1864 | novembre 1862      | Antoine Crabie    |           |                                      |
| 20 novembre 1862  | 21 août 1865       | Jean Dabat        |           |                                      |
| 14 septembre 1865 | janvier 1867       | Paul Sire         |           |                                      |
| 11 février 1867   | 20 septembre 1870  | François Montegut |           |                                      |
| 27 septembre 1870 | 7 avril 1871       | Félix Barraut     |           |                                      |
| 8 mai 1871        | 14 février 1874    | Baptiste Barraut  |           |                                      |
| février 1874      | mai 1876           | Joseph Pelissier  |           |                                      |
| 16 mai 1876       | 8 novembre 1876    | Baptiste Barraut  |           |                                      |
| 19 novembre 1876  | 19 février 1878    | Joseph Crabie     |           |                                      |
| 1878              | 1878               | Jacques Boyer     |           |                                      |
| 24 mars 1878      | 9 septembre 1879   | Joseph Crabie     |           |                                      |
| 7 décembre 1879   | 17 novembre 1882   | Antoine Masse     |           |                                      |
| 19 novembre 1882  | 1892               | Jean Dabat        |           |                                      |
| 1892              | 1896               | Pierre Trousseu   |           |                                      |
| 1896              | 1919               | Baptiste Trousseu |           |                                      |
| 1919              | 1925               | Jean Crabie       |           |                                      |
| 1925              | septembre 1926     | Joseph Ferrier    |           |                                      |
| 1926              | 1929               | Irénée Trousseu   |           |                                      |
| 1929              | 1941               | Amédée Barraut    | SFIO      | Révoqué par le Gouvernement de Vichy |
| 18 décembre 1941  | 14 juin 1942       | Irénée Trousseu   |           |                                      |
| 27 juillet 1942   | 5 août 1944        | Jean Salvat       |           |                                      |
| 10 octobre 1944   | mai 1945           | Marcel Masse      |           |                                      |
| 1945              | 1965               | Charles Trousseu  |           |                                      |
| 1965              | 1971               | Émile Benezet     |           |                                      |
| 1971              | 1991               | Henri Duchand     |           |                                      |
| 1991              | mars 2014          | Claude Alibert    |           |                                      |
| mars 2014         | 2020               | Francis Izart     |           |                                      |
| 2020              | En cours           | Jean-Marie Marot  |           |                                      |

### Politique environnementale
- Ville fleurie : une fleur attribuée par le Conseil National des Villes et Villages Fleuris de France au Concours des villes et villages fleuris.

## Population et société

### Démographie ancienne
La population est exprimée en nombre de feux (f) ou d'habitants (H).
| 1693 | 1709 | 1720 | 1774 | 1788  | 1789 | 1790  |
| ---- | ---- | ---- | ---- | ----- | ---- | ----- |
| 30 f | 40 f | 40 f | 70 f | 180 H | 63 f | 230 H |

### Démographie contemporaine
L'évolution du nombre d'habitants est connue à travers les recensements de la population effectués dans la commune depuis 1793. Pour les communes de moins de 10 000 habitants, une enquête de recensement portant sur toute la population est réalisée tous les cinq ans, les populations de référence des années intermédiaires étant quant à elles estimées par interpolation ou extrapolation. Pour la commune, le premier recensement exhaustif entrant dans le cadre du nouveau dispositif a été réalisé en 2006.

En 2022, la commune comptait 290 habitants, en évolution de +8,61 % par rapport à 2016 (Pyrénées-Orientales : +3,92 %, France hors Mayotte : +2,11 %).
| 1793 | 1800 | 1806 | 1821 | 1831 | 1836 | 1841 | 1846 | 1851 |
| ---- | ---- | ---- | ---- | ---- | ---- | ---- | ---- | ---- |
| 309  | 277  | 377  | 340  | 349  | 312  | 352  | 356  | 365  |

| 1856 | 1861 | 1866 | 1872 | 1876 | 1881 | 1886 | 1891 | 1896 |
| ---- | ---- | ---- | ---- | ---- | ---- | ---- | ---- | ---- |
| 375  | 374  | 387  | 405  | 418  | 419  | 376  | 402  | 370  |

| 1901 | 1906 | 1911 | 1921 | 1926 | 1931 | 1936 | 1946 | 1954 |
| ---- | ---- | ---- | ---- | ---- | ---- | ---- | ---- | ---- |
| 387  | 433  | 424  | 402  | 346  | 357  | 359  | 324  | 312  |

| 1962 | 1968 | 1975 | 1982 | 1990 | 1999 | 2006 | 2011 | 2016 |
| ---- | ---- | ---- | ---- | ---- | ---- | ---- | ---- | ---- |
| 288  | 267  | 203  | 188  | 179  | 199  | 228  | 256  | 267  |

| 2021 | 2022 | - | - | - | - | - | - | - |
| ---- | ---- | - | - | - | - | - | - | - |
| 283  | 290  | - | - | - | - | - | - | - |

| selon la population municipale des années : | 1968 | 1975 | 1982 | 1990 | 1999 | 2006 | 2009 | 2013 |
| Rang de la commune dans le département      | 135  | 131  | 134  | 143  | 144  | 138  | 133  | 133  |
| Nombre de communes du département           | 232  | 217  | 220  | 225  | 226  | 226  | 226  | 226  |

### Manifestations culturelles et festivités
- Fête patronale : 15 août[38] ;
- Fête communale : 5 septembre[38] ;
- Fête locale : 12 août.

## Économie

### Revenus
En 2018, la commune compte 121 ménages fiscaux, regroupant 243 personnes. La médiane du revenu disponible par unité de consommation est de 17 200 € (19 350 € dans le département).

### Emploi
|                | 2008   | 2013   | 2018   |
| -------------- | ------ | ------ | ------ |
| Commune        | 3,4 %  | 8,3 %  | 9,6 %  |
| Département    | 10,3 % | 12,9 % | 13,3 % |
| France entière | 8,3 %  | 10 %   | 10 %   |

En 2018, la population âgée de 15 à 64 ans s'élève à 145 personnes, parmi lesquelles on compte 73,3 % d'actifs (63,7 % ayant un emploi et 9,6 % de chômeurs) et 26,7 % d'inactifs,. Depuis 2008, le taux de chômage communal (au sens du recensement) des 15-64 ans est inférieur à celui de la France et du département.
La commune fait partie de la couronne de l'aire d'attraction de Perpignan, du fait qu'au moins 15 % des actifs travaillent dans le pôle,. Elle compte 33 emplois en 2018, contre 35 en 2013 et 41 en 2008. Le nombre d'actifs ayant un emploi résidant dans la commune est de 93, soit un indicateur de concentration d'emploi de 35,2 % et un taux d'activité parmi les 15 ans ou plus de 48 %.
Sur ces 93 actifs de 15 ans ou plus ayant un emploi, 28 travaillent dans la commune, soit 30 % des habitants. Pour se rendre au travail, 87,2 % des habitants utilisent un véhicule personnel ou de fonction à quatre roues, 1,1 % les transports en commun, 7,5 % s'y rendent en deux-roues, à vélo ou à pied et 4,3 % n'ont pas besoin de transport (travail au domicile).

### Activités hors agriculture

#### Secteurs d'activités
19 établissements sont implantés  à Cassagnes au 31 décembre 2019.
Le secteur des autres activités de services est prépondérant sur la commune puisqu'il représente 26,3 % du nombre total d'établissements de la commune (5 sur les 19 entreprises implantées  à Cassagnes), contre 8,5 % au niveau départemental.

### Agriculture
La commune est dans les « Corbières du Roussillon », une petite région agricole occupant le nord du département des Pyrénées-Orientales. En 2020, l'orientation technico-économique de l'agriculture  sur la commune est la viticulture.
|               | 1988 | 2000 | 2010 | 2020 |
| ------------- | ---- | ---- | ---- | ---- |
| Exploitations | 39   | 22   | 20   | 18   |
| SAU (ha)      | 363  | 317  | 150  | 166  |

Le nombre d'exploitations agricoles en activité et ayant leur siège dans la commune est passé de 39 lors du recensement agricole de 1988  à 22 en 2000 puis à 20 en 2010 et enfin à 18 en 2020, soit une baisse de 54 % en 32 ans. Le même mouvement est observé à l'échelle du département qui a perdu pendant cette période 73 % de ses exploitations,. La surface agricole utilisée sur la commune a également diminué, passant de 363 ha en 1988 à 166 ha en 2020. Parallèlement la surface agricole utilisée moyenne reste stable à 9 ha.

## Culture locale et patrimoine

### Langue locale
Le village se trouve actuellement dans la zone occitane de transition vers le catalan car l'influence de cette dernière langue est importante.

### Monuments et lieux touristiques

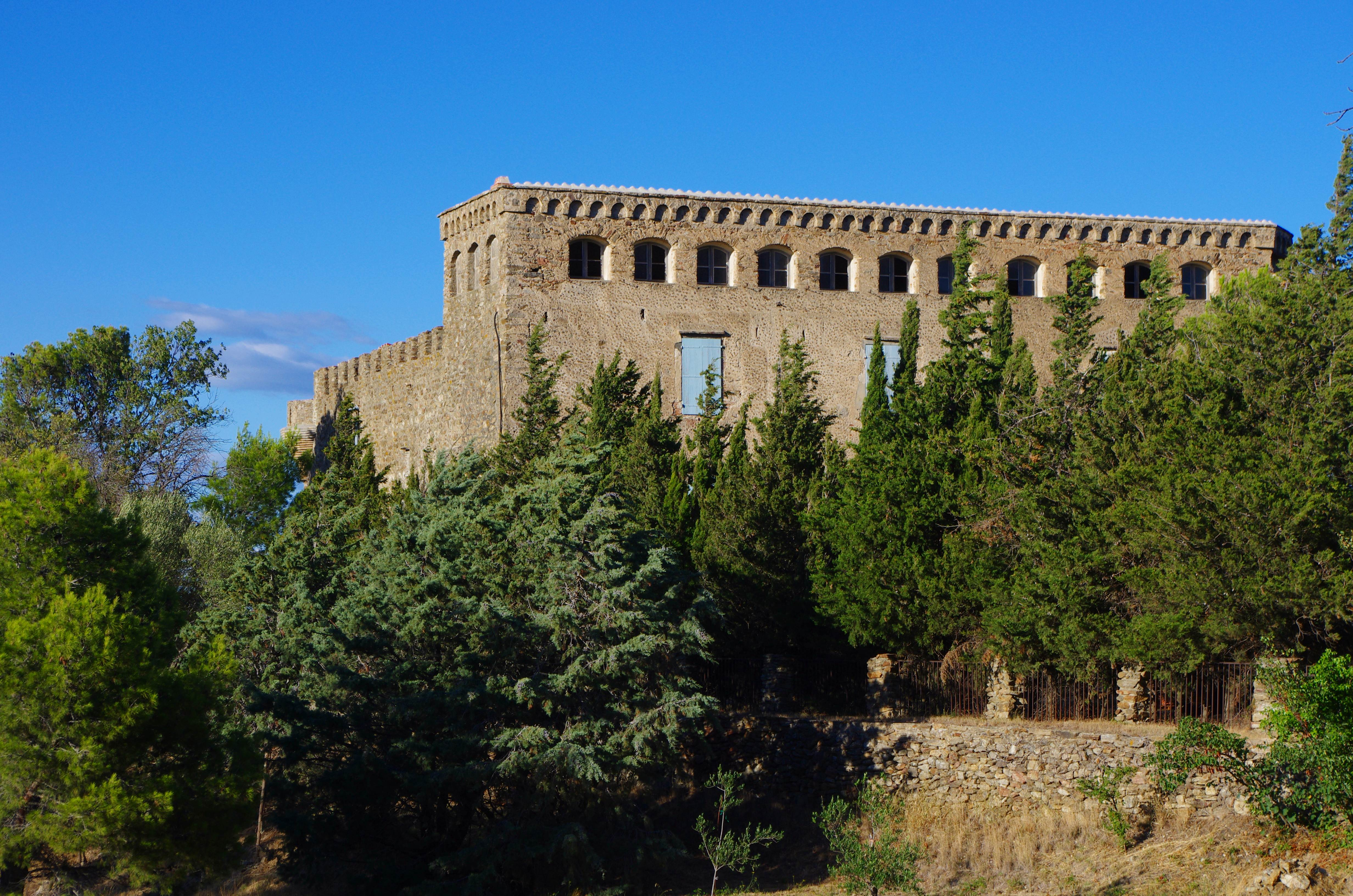
Château de Cuxous

- Le château de Cuxous, construit entre les 11e et 13e siècles ( Inscrit MH (1996))[43] ;
- Église Notre-Dame-de-l'Assomption de Cassagnes. De style roman ;
- La porte fortifiée des XIIIe et XIVe siècles dans le village ;
- L'église Saint-Cyprien de Cuchous, église romane.

### Héraldique
| Blason de Cassagnes | Blason  | De sable à trois bandes d'or et un chef du même. |
| Blason de Cassagnes | Détails | Le statut officiel du blason reste à déterminer. |